# Amphoe Kut Bak
Amphoe Kut Bak (Thai: อำเภอ กุดบาก) ist ein Landkreis (Amphoe – Verwaltungs-Distrikt) im Südosten der Provinz Sakon Nakhon. Die Provinz Sakon Nakhon liegt in der Nordostregion von Thailand, dem so genannten Isan.

## Geographie
Amphoe Kut Bak grenzt von Norden her im Uhrzeigersinn gesehen an die Amphoe Nikhom Nam Un, Phanna Nikhom, Mueang Sakon Nakhon und Phu Phan in der Provinz Sakon Nakhon, an die Amphoe Kham Muang in der Provinz Kalasin sowie Amphoe Wang Sam Mo in der Provinz Udon Thani.

## Geschichte
Amphoe Kut Bak wurde am 1. Februar 1964 zunächst als „Zweigkreis“ (King Amphoe) gegründet, als man die drei Tambon Kut Bak, Khok Phu und Na Mong aus dem Landkreis Amphoe Mueang Sakon Nakhon herauslöste.
Am 14. November 1967 wurde Kut Bak zur vollen Amphoe heraufgestuft.

## Sehenswürdigkeiten
- Der Nationalpark Phu Pha Lek dehnt sich über den Phu-Phan-Höhenzug aus, der den Landkreis durchzieht.

## Verwaltung

### Provinzverwaltung
Der Landkreis Kut Bak ist in drei Tambon („Unterbezirke“ oder „Gemeinden“) eingeteilt, die sich weiter in 40 Muban („Dörfer“) unterteilen.
| Nr. | Name    | Thai  | Muban | Einw.  |
| --- | ------- | ----- | ----- | ------ |
| 01. | Kut Bak | กุดบาก | 10    | 11.082 |
| 03. | Na Mong | นาม่อง | 19    | 12.015 |
| 05. | Kut Hai | กุดไห  | 11    | 09.423 |

Hinweis: Die Tambon mit fehlenden Nummern (Geocodes) wurden in den Landkreis Phu Phan eingegliedert.

### Lokalverwaltung
Es gibt vier Kommunen mit „Kleinstadt“-Status (Thesaban Tambon) im Landkreis:
- Kut Haet (Thai: เทศบาลตำบลกุดแฮด), bestehend aus Teilen des Tambon Kut Bak.
- Na Mong (Thai: เทศบาลตำบลนาม่อง), bestehend aus dem gesamten Tambon Na Mong.
- Kut Hai (Thai: เทศบาลตำบลกุดไห), bestehend aus dem gesamten Tambon Kut Hai.
- Kut Bak (Thai: เทศบาลตำบลกุดบาก), bestehend aus den übrigen Teilen des Tambon Kut Bak.